# Fruupp
Fruupp — музыкальный коллектив из Великобритании, исполнявший в 1971—1976 годах прогрессивную рок-музыку.

## История и творчество
Группа собрана в 1971 году в Белфасте (Северная Ирландия, Великобритания) Винсентом МакКаскером (Vince McCusker), ранее игравшем в полупрофессиональных группах, выступавших на танцах (таких, как «Blues by Five»).

### Первый состав
Изначально в состав вошли:
- МакКаскер в качестве автора музыки и слов песен, гитариста и вокалиста;
- мультиинструменталист Стивен Хьюстон (Stephen Houston) из Ольстерского молодёжного оркестра (Ulster Youth Orchestra), игравший на клавишных, духовых и смычковых струнных;
- поющий басист, также играющий на флейте, Питер Фаррели (Peter Farrelly) и
- Барабанщик Мартин Фой (Martin Foye) из «Fosset's Circus Band».

На позицию лидирующего вокалиста был отобран Майлз МакКи (Miles «Tinhead» McKee), не удержавшийся в группе, после чего эту роль принял на себя Фаррели.
Важную роль в основании (и на протяжении всей деятельности группы) сыграл Пол Чарлз (Paul Charles), выступавший в качестве менеджера, но также внёсший и творческий вклад как композитор, поэт и хореограф.
Название группы, по официальной версии, было именем девушки-привидения, обитавшей в доме, где проходили первые репетиции. По позднейшим воспоминаниям, оно было заимствовано из случайного сочетания букв с переводной картинки-декалькомании и доработано до такого странного вида.
Вскоре после создания группа переезжает в Манчестер (Англия) и начинает интенсивную концертную деятельность (свыше 200 концертов в год).
В 1973 году по приглашению фирмы грамзаписи «Dawn Records» группа записывает свой первый альбом Future Legends, по характеру музыки и звучания сочетающий фолк-рок и прогрессивный рок. Диск содержит композиции МакКаскера, аранжированные при участии Хьюстона, и лишь в одной из них соавтором музыки выступает Чарлз.
В 1974 году, не прекращая концертов, группа записывает второй альбом (Seven Secrets), более прогрессивной направленности (но сохраняющий, как и третий альбом, элементы кельтского фолка), с композициями продолжительностью до 10 минут. Композиции этого альбома написаны уже разными участниками группы, включая Хьюстона, МакКаскера и Чарза.
С интересом встреченные критикой, коммерческого успеха первые два альбома не имели.
В том же 1974 году Fruupp, записав свой третий (концептуальный) альбом The Prince of Heaven’s Eyes, проводят достаточно успешное турне в его поддержку в Великобритании и на континенте.
На ряде концертов турне они выступают вместе с группой «King Crimson», тогдашний участник которой Иэн Макдональд берётся продюсировать следующий их альбом.
После турне 1974 года группу покинул Хьюстон, ушедший в группу «Liberation Suties», игравшую «христианскую музыку».

### Второй состав
Взамен Хьюстона был принят клавишник Джон Мэйсон (John Mason). В изменённом таким образом составе был записан последний альбом группы Modern Masquerades с интересной музыкой, но утративший специфическое звучание, свойственное многогранному таланту Хьюстона и множеству инструментов, которыми тот владеет, в пользу синтетического звука.
Также в этом составе группа выступала ещё полтора года, после чего (в 1976 году) была распущена.

### Позднейшая история
Никто из участников не проявил себя позднее в музыке на сопоставимом с творчеством Fruupp уровне.
Стивен Хьюстон, пережив религиозное обращение и даже послужив некоторое время пастором Методической церкви в Англии и Ирландии, вёл затем новостные телепередачи в Далласе (шт. Техас, США) и, в конце концов, вернулся в Великобританию, осев в гр. Уилшир. Он продолжает играть и записывать музыку, а также поддерживает сайт http://fruupp.com.
Фаррели живёт в Белфасте, в музыкальной активности не замечен.
Мартин Фой после распада Fruupp играл в рок-группах «The Bad Articles» (достаточно широко популярной в Ирландии), «The Crowd» (позднее переименованной в «MGM») и «The Moon».
Винсент МакКаскер играет в группе в баре в Северной Ирландии и работает в музыкальном магазине.
Судьба Джона Мэйсона публике не известна.
Пол Чарлз живёт в Англии, работает менеджером у успешных музыкантов, пишет романы и документальную прозу.
Майлз МакКи после ухода из Fruupp основал группу «Liberation Suite», а сегодня работает на христианском радио.
Хьюстон заявил в 2006 году, что не исключает возможности воссоединения группы для выступлений или записи.

## Состав

### 1971—1974
- Винсент МакКаскер (Vince McCusker) (гитара, вокал, музыка, слова)
- Стивен Хьюстон (Stephen Houston) (клавишные, гобой, скрипка, виолончель)
- Питер Фаррели (Peter Farrelly) (бас-гитара, флейта, вокал)
- Мартин Фой (Martin Foye) (ударные)

### 1974—1976
— Стивен Хьюстон
+ Джон Мэйсон (John Mason) (клавишные)

## Дискография

### Альбомы
- Future Legends (Dawn Records, 1973)

1. Future Legends (1:27)
2. Decision (6:21)
3. As Day Breaks With Dawn (4:58)
4. Graveyard Epistle (6:14)
5. Lord of the Incubus (6:20)
6. Olde Tyme Future (5:33)
7. Song For A Thought (7:25)
8. Future Legends (0:47)

Записано в Искейп, Кент, июль 1973 года. Выпущено 5 октября 1973 года
Продюсер: Денис Тейлор (Denis «it’llallworkoutinthemix» Taylor)
Звукооператор: Тони Тавернер (Tony Taverner)
Композиции написаны Винсентом МакКаскером (с Полом Чарлзом (Paul Charles) в качестве сокомпозитора композиции «Graveyard Epistle») и аранжированы Винсентом МакКастером и Стивеном Хьюстоном
Pye Records (DNLS 3053 ® 1973)
- Seven Secrets (Dawn Records, 1974)

1. Faced With Shekinah (8:23)*
2. Wise As Wisdom (7:07)***
3. White Eyes (7:16)***
4. Garden Lady (9:00)**
5. Three Spires (5:00)**
6. Elizabeth (7:45)*

* Слова и музыка: Стивен Хьюстон
** Слова и музыка: Винсент МакКаскер
*** Музыка: Винсент МакКаскер, слова: Пол Чарлз
Записано в Искейп, Кент, в январе 1974 года. Выпущено 19 апреля 1974 года
Продюсер: Дэвид Льюис (David Lewis)
Звукооператор: Тони Тавернер
Dawn Records (DNLS 3058 ® 1974)
- The Prince of Heaven’s Eyes (Dawn Records, 1974)

1. It’s All Up Now *
2. Prince of Darkness*
3. Jaunting Car*
4. Annie Austere*
5. Knowing You**
6. Crystal Brook**
7. Seaward Sunset*
8. The Perfect Wish*

* Слова и музыка: Стивен Хьюстон
** Слова и музыка: Винсент МакКаскер
Записано и сведено в Morgan Studios, Лондон, в августе-сентябре 1974 года. Выпущено 8 ноября 1974 года
Продюсер: Питер Фаррели, Мартин Фой, Стивен Хьюстон, Винсент МакКаскер
Звукооператор: Роджер Квестед (Roger Quested)
Dawn Records (DNLH 2 ® 1974)
- Modern Masquerades (Dawn Records, 1975)

1. Misty Morning Way *
2. Masquerading With Dawn*
3. Gormenghast***
4. Mystery Might*
5. Why*
6. Janet Planet**
7. Sheba’s Song****

* Слова и музыка: Винсент МакКаскер
** Музыка: Винсент МакКаскер; слова: Пол Чарлз
*** Музыка: Джон Мэйсон
**** Музыка: Джон Мэйсон; слова: Пол Чарлз
Записано в январе 1975 года
Выпущено в феврале 1975 года
Продюсер: Иан МакДональд (Ian McDonald)
Dawn Records (DNLS 3070 ® 1975)

### Синглы
- Prince of Darkness/Annie Austere (Dawn Records, 1975)

Выпущен 11 октября 1975 года
- Prince of Heaven/Jaunting Car (Dawn Records, 1975)

Выпущен в декабре 1975 года
- Janet Planet/Misty Morning Way (Pye Records, 1975)

### Сборник
- Songs for a Thought (Sequel Records, 1992)

### Переиздания на компакт-дисках

#### Полное переиздание Arcàngelo
- Future Legends (Arcàngelo, 1995)
- Seven Secrets (Arcàngelo, 1995)
- Prince of Heaven’s Eyes (Arcàngelo, 1995)
- Modern Masquerade (Arcàngelo, 1995)

#### Сокращённое переиздание See for Miles Records
- Future Legends/Seven Secrets (See for Miles Records, 1996)
- The Prince of Heaven’s Eyes/Modern Masquerades (See for Miles Records, 1996)

При этом переиздании из состава каждого диска опущено по одной песне.

#### Сокращённое переиздание Sanctuary Records Group
- It’s All Up Now: Anthology (2 диска) (Sanctuary Records Group, 2004)

При этом переиздании из состава двух последних дисков опущены две песни.